# Líder da Oposição (Israel)
O Líder da Oposição (em hebraico: יוֹשֵׁב רֹאשׁ הַאוֹפּוֹזִיצְיָה, Yoshev Rosh Ha-Opozitzya), em Israel, é o político que chefia a Oposição Oficial no Knesset. O atual líder é Yair Lapid, da bancada parlamentar do Yesh Atid.

## História
Até 2000, o papel do líder da oposição não era um cargo oficial, mas sim um cargo honorário. O líder da oposição costumava ser o líder do maior partido que não fazia parte do governo, que também era o segundo maior partido do Knesset, fosse o Likud ou o Partido Trabalhista Israelita, em todas as suas versões. No entanto, o partido que lidera a coligação nunca ganhou a maioria no Knesset, mas a manteve por meio de um processo de formação de coligação maioritária dentro do Knesset. Por meio século (exceto em duas ocasiões), o Partido Likud ou o Partido Trabalhista, em todas as suas versões, formaram o governo (isto é, o Gabinete), sem o outro partido rival ingressar no governo e, portanto, exceto esses dois nas ocasiões em que 1967-1970, Golda Meir e Levi Eshkol, e em 1984-1990, Shimon Peres e Isaac Shamir formaram um Governo de Unidade Nacional, composto pelos dois principais partidos rivais, o Líder da Oposição sempre ele havia sido presidente do Likud ou do Partido Trabalhista, e costuma-se dizer que, durante aquele período, em que os dois principais partidos rivais uniram-se a um governo de unidade, praticamente não havia oposição no Knesset.
Embora não houvesse nenhuma lei definindo o papel do Líder da Oposição até 2000, era costume manter reuniões atualizadas entre o Primeiro-Ministro e o presidente do maior partido não governamental. No entanto, foi realizado apenas de acordo com a decisão do Primeiro Ministro, e portanto o Knesset teve que aprovar leis para ancorar a posição do Líder da Oposição, a fim de fortalecer o status da Oposição como um aparelho de fiscalização das operações das atividades governamentais instaladas.
No início de 2000, dois projetos de lei foram apresentados ao Knesset para alterar o status de Líder da Oposição. Um era um "Projeto de Lei do Governo" (projeto de lei iniciado pelo governo) e o outro era um "Projeto de Lei de Membros Privados" (iniciado por um ou um grupo de membros do Knesset) , apresentado por Uzi Landau. Os projetos foram fundidos em uma única emenda e, em 17 de julho de 2000, o Knesset aprovou a Emenda 8 à "Lei Knesset" de 1994, na qual o Capítulo 6 desta lei foi adicionado, descrevendo o papel do Líder da Oposição.
A lei estipula a escolha do Líder da Oposição, o seu substituto, regulamenta o seu papel cerimonial em vários eventos oficiais e obriga o Primeiro-Ministro a informá-lo sobre assuntos de estado uma vez por mês. A lei também estipula que o salário do Líder da Oposição será determinado pelo comité do Knesset e não será inferior ao salário de um ministro do Gabinete.

## Funções
De acordo com a a Emenda 8 à "Lei Knesset" de 1994, na qual o Capítulo 6 desta lei foi adicionado, o Líder da Oposição é o primeiro a falar em plenário, imediatamente a seguir ao Primeiro-Ministro, tem o direito de ser informado pelo chefe do governo e a participar em cerimónias oficiais.

## Fim do mandato
O mandato do Líder da Oposição acaba em caso de renúncia ao cargo, de fim do mandato ou suspensão do Knesset ou na eleição de um novo Líder da Oposição.